# Алфёрова, Александра Самсоновна
Александра Самсоновна Алфёрова, урождённая Коссович (1868 — 15 сентября 1919) — основательница и бессменная начальница частной гимназии для девочек в Москве. Расстреляна вместе с мужем по делу «Национального центра».

## Облик
Её <А. С. Алфёровой> облик врезался в память алфёровок величественной элегантностью. Английский костюм с длинной юбкой или тёмно-синее бархатное платье с высоким воротом, туго обтягивающее статную фигуру, две тонкие нитки жемчуга вокруг шеи. Совсем белая уже в сорок лет голова с кольцами седых волос на висках. Лицо некрасиво, но очень своеобразно: слегка негритянского склада. Взгляд голубых глаз — открытый, преисполнен заботой и сердечностью. Строгость и требовательность у неё сочетались с умением пошутить; словом, интонацией, а иногда просто жестом проявить внимание и ласку. Вызывало удивление, как одним мановением руки она добивалась полной тишины в зале на переменке или утром перед уроками…

## Биография
Родилась в 1868 году. Её отец, Самсон Семёнович Коссович — дворянин Черниговской губернии, был агрономом и занимал должность директора Московской земледельческой школы, а мать, Анна Александровна, приходилась сестрой учёному-агроному И. А. Стебуту.
В 1887 году окончила с серебряной медалью классическую гимназию С. Н. Фишер. Продолжила своё образование на математическом отделении Московских Лубянских курсов. После их закрытия посещала «Коллективные уроки» по математике, заменявшие московским девушкам университетское образование, в период временного закрытия курсов властями вплоть до 1900 года. Давала частные уроки, в частности, преподавала детям А. И. Чупрова.
19 июня 1895 года заключила брак с А. Д. Алфёровым, преподавателем Земледельческой школы, другом её братьев Петра и Дмитрия.
Обсуждала с Чупровым план учреждения собственной гимназии. Гимназия была учреждена в 1896 году. Первоначально для гимназии была снята квартира в доме С. М. Фроловой (Плющиха д. 4/43), но официальном адресом гимназии была квартира А. Н. Авдеевой (Кривоарбатский переулок, д. 2/37). К 1902 году число учениц достигло 230 гимназия стала полноценной восьмиклассной гимназией Министерства просвещения, получившей права наравне с государственными учебными заведениями и предлагавшей объём знаний мужских гимназий.
В 1904 году для успешного развития гимназии был куплен участок для строительства здания гимназии на Мухиной горе рядом с церковью Благовещения на Бережках (по имени церкви назван Большой Благовещенский переулок). Дом был построен на деньги благотворителей, среди них С. А. Муромцев. К. Т. Солдатёнков завещал гимназии учебники и книги. Дом построен по проекту И. А. Иванова-Шица. Здание было завершено в 1906 году. В здании гимназии была предусмотрена и квартира для директорской четы. Александра Самсоновна страдала болезнью сердца, поэтому для неё в здании был построен лифт. Память выпускниц школы сохранила историю, как однажды лифт застрял, и Алфёрова провела урок математики из-за лифтовой решётки.

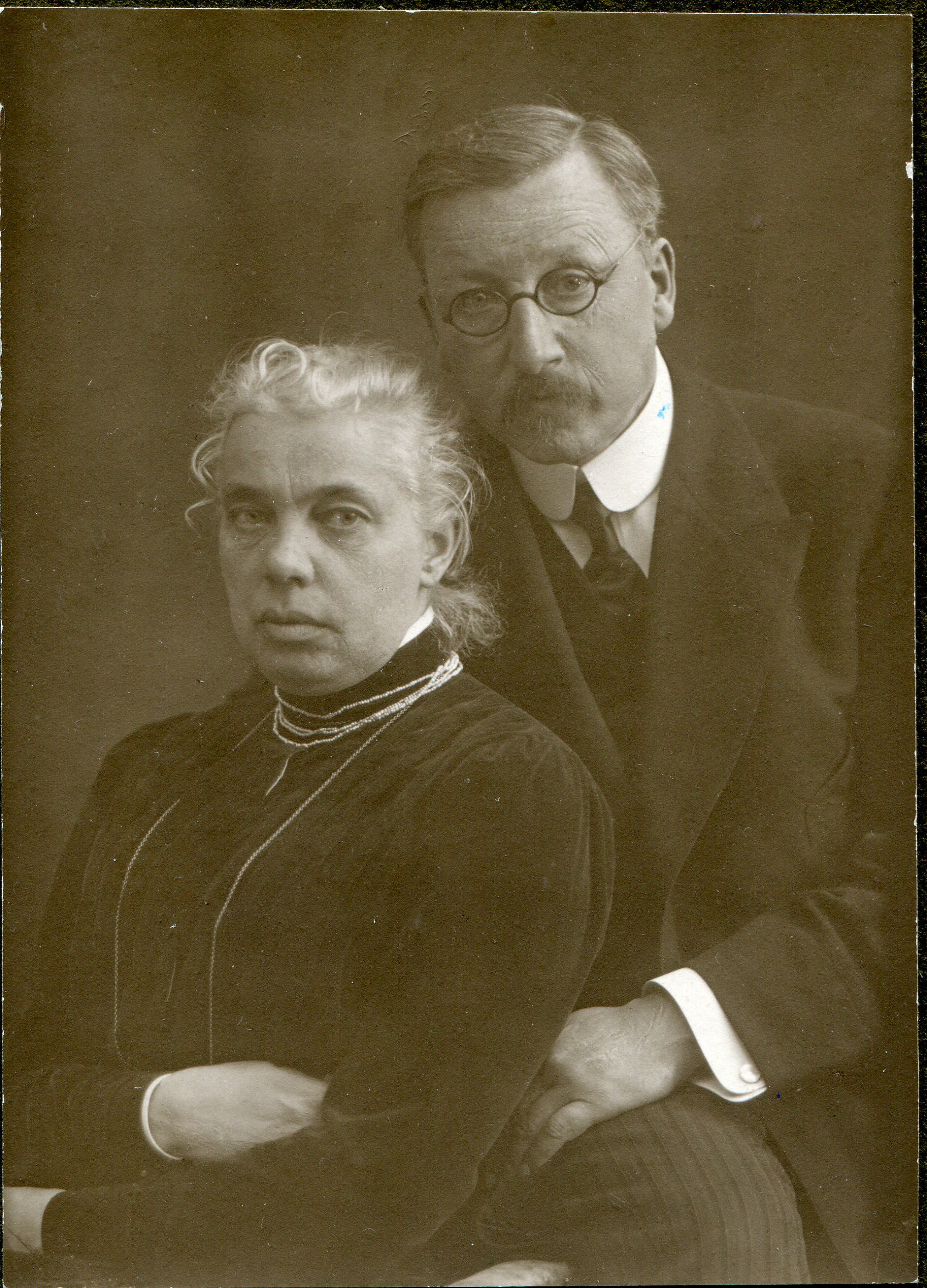
Основатели Алфёровской гимназии А. С. и А. Д. Алфёровы

Школьное прозвище основателей гимназии А. С. и А. Д. Алфёровых было «Шурки». Манера преподавания у них была совершенно разная. Александра Самсоновна, преподаватель математики, была строга, перед ней трепетали, но ещё больше уважали и любили.

### Гибель
К 1919 году гимназия была преобразована в школу № 75. Летом в селе Липки под Болшево Алфёровы организовали летнюю трудовую колонию для отдыха и прокорма учеников. Там 28 августа 1919 года А. Д. и А. С. Алфёровы были арестованы ЧК. В ночь с 14 на 15 сентября их расстреляли.
Гимназический батюшка отец Александр отслужил в храме Николы Явленного на Арбате заочную панихиду. В 1922 году уже отца Александра арестовали за сопротивление изъятию церковных ценностей, расстрел заменили тюремным сроком.
Среди выпускниц гимназии ходило письмо Александры Самсоновны своим ученицам. Многие его выучили наизусть. Недавно одним из потомков выпускницы 1913 года Е. Д. Петрушевской был обнародован подлинный письменный текст письма:

Бывшим ученицам нашей гимназии, учреждённой А. С. Алфёровой.
Прочитать после моей смерти.
11/XII 1918 года. Среда, 12 ночи.
Милые дорогие девочки, вероятно, многие из вас, если узнают о моей смерти придут со мной проститься. 
 Но тогда я ничего не смогу вам сказать. Спасибо вам за доброе отношение к школе и ко мне, которое вы неоднократно проявляли. Любите друг друга и старайтесь, насколько возможно до старости, сохранять связь друг с другом. Пусть человек, учившийся в гимназии Алфёровой или работавший там, не будет вам чужим. Если у кого из вас в душе теплится обида против меня — простите, но в общем я вас очень любила и желаю вам всего лучшего. Не унывайте — вы молоды и дождётесь лучших времён. Не забудьте О. Дм. Крашенинникову, м. б. и Н. Ив. Савинову — она тоже жалка. 

Любящая вас А. Алфёрова.
На гибель учительницы откликнулась изгнанная когда-то из Алфёровской гимназии Марина Цветаева: «Не думала я, А. С., не думала я, 15-ти лет, (эсерка!), сидя за партой и с ненавистью следя за Вашей сухой, прямой, на английский лад фигурой, с мелком в руке, у доски — не думала я, что Вы 12 л<ет> спустя в октябре 19-го кончите — так, а я буду сидеть на корточках перед печкой и варить картошку!».

## Произведения
- Алфёрова А. С. По личным воспоминаниям // Русские ведомости. — 1909, 24 февраля. — № 44. — С. 5.

## В искусстве
- А. С. и А. Д. Алфёровым посвящён роман Ирины Муравьёвой «Холод черёмухи».

### Архивы
- Научный архив РАО Ф. 63. — Д. 1-71.